# Arawak
Arawak ili Aruak, je ime koje su Španjolci dali raznim grupama Indijanaca na Velikim Antilima i sjeveru Južne Amerike. Ime kasnije pokriva veliku grupu plemena koja žive sve do u Gran Chaco i na zapad gotovo do područja Anda. Arawaki koje je Kolumbo sreo u području Velikih Antila, bili su miroljubivi ratari i ribari koji se nisu mogli oduprijeti strašnim ratnicima i ljudožderima Karibima (Carib). Arawaki su bili vješti pomorci koji su izvrsno poznavali područje na kojemu su živjeli. Vijesti o dolasku Kolumba u području Antila uvijek su dolazile prije njega na otoke koje je stizao. Odjeća ovih Indijanaca bila je oskudna, hodali su goli ili nosili pamučne pregačice, pamuk su uzgajali. Kuće ovih Indijanaca poznate su kao 'bohio' (pl. Bohios). Antilski Taino-Arawaki živjeli su u velikim selima koja su znala imati do 3.000 duša. Njihova poljoprivreda počivala je na tehnici  'posijeci-i-spali'. Krčili bi šumu i zatim je palili, čineći je na taj način plodnijom za svoja polja kasave i kukuruza. Indijanci su ovdje uzgajali i duhan koji se umatao u listove duhana ili kukuruza, pušili su ga kao velike cigare. Kolumbo ga je naravno donesao sa sobom u Europu i cigara je uskoro osvojila svijet.
Glavne grupe Arawaka u Antilskoj Americi bile su: Taíno (Haiti, Dominikanska Republika, Portoriko), Sub-Taino (Kuba), Igneri (Trinidad i Tobago), Ciguayo (Dominikanska Republika), Lucayo (Bahami), Ciboney, Cabre (Mali Antili, Kolumbija)
U sjevernom području južnoameričkog konpna Arawaki su također sjedilački farmeri, lovci i ribari. Oni žive po malenim selima sastavljenim od jedne do dvije velike kolektivne kuće. Njihove poglavice imaju malo utjecaja a svako selo neovisno je od svih ostalih. Kanu ('dugout canoe') glavno je prevozno sredstvo. Ljudožderstvo nalazimo tek u dva-tri primjera u Gvajani, ono je mnogo karakterističnije za njihove susjede Karibe.
Današnji Indijanci Arawak (Aruac, Aruak) ili Locono, koji se služe jezikom arawak nalazimo u Venezueli, Gvajani, Surinamu, Francuskoj Gijani i sjeveru Brazila (Amazonas i Pará). Jedna njihova grupa, poznata pod veoma sličnim imenom Aruaqui ili Arauakí prodrla je skroz u Amazonas.
Na Andama postoji također grupa plemena koja se tradicionalno smatraju Arawakima, to su: Uru s jezera Titicaca, pleme Chipaya iz Bolivije i nestali Indijanci Chango iz Čilea.

## Vanjeske poveznice
- Arawak Life in Photographs   Arhivirana inačica izvorne stranice od 3. svibnja 2005. (Wayback Machine)
- Arawak
- Pre-Columbian Hispaniola - Arawak/Taino Indians